# ITF Women’s World Tennis Tour
ITF Women’s World Tennis Tour, do 2018 ITF Women’s Circuit – cykl profesjonalnych turniejów tenisowych, organizowanych przez ITF, obejmujący kobiece rozgrywki o najniższych pulach nagród w zawodowym tenisie.
W skład cyklu wchodzą turnieje o puli nagród od 10 000  do 100 000 dolarów amerykańskich. Obecnie wyróżnia się turnieje o kategoriach: 15 000$, 25 000$, 60 000$, 80 000$ oraz 100 000$.
Punkty uzyskane w ramach ITF Women’s World Tennis Tour są wliczane do rankingu WTA.
Wyższym od ITF Women’s Circuit szczeblem rozgrywkowym są turnieje zaliczane do WTA 125. Natomiast męskim odpowiednikiem tego cyklu jest ITF Men’s World Tennis Tour.

## Podział punktów
Poniższa tabela przedstawia podział punktów na poszczególne rundy turniejów o różnej puli nagród.
| Kategoria            | W   | F  | SF | QF | R16 | R32 | QFR | Q2R | Q1R |
| -------------------- | --- | -- | -- | -- | --- | --- | --- | --- | --- |
| 100 000$+H (S)       | 150 | 90 | 55 | 28 | 14  | 1   | 6   | 4   | –   |
| 100 000$+H (D)       | 150 | 90 | 55 | 28 | 1   | –   | –   | –   | –   |
| 100 000$ (S)         | 140 | 85 | 50 | 25 | 13  | 1   | 6   | 4   | –   |
| 100 000$ (D)         | 140 | 85 | 50 | 25 | 1   | –   | –   | –   | –   |
| 80 000$+H (S)        | 130 | 80 | 48 | 24 | 12  | 1   | 5   | 3   | –   |
| 80 000$+H (D)        | 130 | 80 | 48 | 24 | 1   | –   | –   | –   | –   |
| 80 000$ (S)          | 115 | 70 | 42 | 21 | 10  | 1   | 5   | 3   | –   |
| 80 000$ (D)          | 115 | 70 | 42 | 21 | 1   | –   | –   | –   | –   |
| 60 000$+H (S)        | 100 | 60 | 36 | 18 | 9   | 1   | 5   | 3   | –   |
| 60 000$+H (D)        | 100 | 60 | 36 | 18 | 1   | –   | –   | –   | –   |
| 60 000$ (S)          | 80  | 48 | 29 | 15 | 8   | 1   | 5   | 3   | –   |
| 60 000$ (D)          | 80  | 48 | 29 | 15 | 1   | –   | –   | –   | –   |
| 25 000$+H (S)        | 60  | 36 | 22 | 11 | 6   | –   | 2   | –   | –   |
| 25 000$+H (D)        | 60  | 36 | 22 | 11 | 1   | –   | –   | –   | –   |
| 25 000$ (S)          | 50  | 30 | 18 | 9  | 5   | –   | 1   | –   | –   |
| 25 000$ (D)          | 50  | 30 | 18 | 9  | 1   | –   | –   | –   | –   |
| 15 000$/15 000$+ (S) | 10  | 6  | 4  | 2  | 1   | –   | –   | –   | –   |
| 15 000$/15 000$+ (D) | 10  | 6  | 4  | 1  | –   | –   | –   | –   | –   |